# ۸۶۱ (خورشیدی)
۸۶۱ هشتصد و شصت و یکمین سال هجری خورشیدی است.